# José María Barceló
José María Barceló Carvallo (Chiloé, 1835-Santiago, 25 de enero de 1897) fue un abogado y político chileno.
Fue ministro de la Corte de Apelaciones de Santiago (1876) y de la Corte Suprema (1889). Ejerció como ministro de Justicia de Federico Errázuriz Echaurren entre 1873 y 1876, y senador por Valparaíso entre 1876 y 1882.

## Biografía
Nació en Valdivia en 1835, hijo de José Ignacio Barceló Salazar, un antiguo militar que participó en la Independencia, y Matilde Carvallo Plaza de los Reyes. Fue primo del coronel Francisco Barceló. 
Realizó sus estudios secundarios en el Instituto Nacional. Posteriormente ingresó a la carrera de Derecho en la Universidad de Chile. Juró de abogado el 17 de enero de 1860.
Se casó con Rosa Lira Carrera, nieta de José Miguel Carrera, con quien tuvo cuatro hijos.

## Carrera judicial y académica
Comenzó su carrera judicial el 23 de abril de 1862 como juez de Letras de Chiloé. El 18 de febrero de 1871 asumió como juez del Crimen suplente de Valparaíso. El 31 de marzo de 1872 volvió a ocupar el mismo cargo.
En 1876 fue nombrado juez de Letras de Valparaíso. Ese mismo año asumió como ministro interino de la Corte de Apelaciones de Santiago. En forma paralela fue nombrado ministro de la Corte de Apelaciones de Valparaíso. El 25 de mayo de 1878 asumió como ministro propietario de la Corte de Apelaciones de Santiago.
El 12 de abril de 1883 fue nombrado ministro suplente de la Corte Suprema. El 25 de febrero de 1889 asume dicho cargo en propiedad, para ser nombrado presidente de dicha Corte en 1893.
Fue profesor de la cátedra de Práctica Forense. Fue decano de la Facultad de Derecho de la Universidad de Chile entre 1888 y 1894.

## Carrera política
Fue diputado suplente por Ancud, por el período 1861-1864. No consta que se haya incorporado.
El 7 de agosto de 1873 el presidente Federico Errázuriz Zañartu lo nombró ministro de Justicia, Culto e Instrucción Pública. Durante su gestión se promulgó el Código Penal, el 12 de noviembre de 1874, y la Ley de Organización y Atribuciones de los Tribunales, en 1875. Entre el 3 y el 5 de abril de 1875 asumió el Ministerio de Relaciones Exteriores como subrogante.
Posteriormente fue elegido senador suplente por Valparaíso, para el período 1876-1882. Fue elegido en 1879 por tres años, como subrogante de Santiago Lindsay Font. Ejerció como senador reemplazante en la Comisión Permanente de Constitución, Legislación y Justicia e integrante de la Comisión Permanente de Educación y Beneficencia.
En 1897 fue nombrado consejero de Estado.